# جسر وندسوورث
يمتد جسر وندسوورث فوق نهر التايمز بغرب لندن، ويتفرّع منه شارع A217 بين منطقة باترسي، بالقرب من محطة مدينة وندسوورث بحي وندسوورث جنوب نهر التايمز، ومنطقتي ساندز إند وبارسون جرين بحي هامرسميث وفولهام شمال نهر التايمز.
كان أول جسر بُنِيَ بهذا الموقع هو جسر لعبور حركة المرور مقابل دفع رسوم. وقد بناه جوليان تولميه عام 1873 استنادًا إلى توقعاته بأن المحطة الأخيرة لخط السكة الحديدية الذي يربط بين هامرسميث وباركينج سوف تُقام قريبًا بالضفة الشمالية، مسببة بذلك زيادة كبيرة في أعداد الأشخاص الذين يريدون عبور النهر عند نقطة بناء الجسر. ولكن لم يتم بناء المحطة الأخيرة كما توقع تولميه، كما أدت بعض المشاكل في الصرف الصحي في الطريق المؤدي للجسر إلى تعذر عبور العربات للجسر. وبذلك أصبح جسر وندسوورث غير مُربح، وبحلول عام 1880 أصبح ملكية عامة وبدون أية رسوم لعبوره. إضافة إلى ذلك، فإن الجسر الذي بناه تولميه كان ضيقا وغير قادرٍ على تحمُّل أوزان الحافلات، فأوصت الهيئة الملكية بإحلاله عام 1926.
وفي عام 1937 تم هدم ذلك الجسر وتم افتتاح الجسر الحالي عام 1940 وهو جسر كابولي، غير مُزيَّن، مصنوع من الفولاذ وصممه بيرسون فرانك. وفي وقت افتتاحه تم طلائه باللون الأزرق القاتم كتمويه لتفادي الغارات الجوية وهو لا يزال مُحتفظاً بدرجة هذا اللون. وبالرغم من أن جسر وندسوورث يُعد أحد أكثر الجسور ازدحامًا في لندن، حيث تسير فيه ما يزيد عن 50,000 مركبة يوميًا، فهو يوصف بأنّه «ربما الجسر الأقل أهمية في لندن».

## خلفية
وبالرغم من وقوع مدينتي فولهام ووندسوورث علي ضفتي نهر التايمز المتقابلتين، حيث تقع مدينة فولهام على الضفة الشمالية ومدينة وندسوورث على الضفة الجنوبية، فهما معزولتين عن بعضهما البعض منذ زمن بعيد؛ وذلك لأن أقرب نقطة اتصال بينهما هي جسر بوتني غربًا وجسر باترسي شرقًا واللذان يقعان على بُعد ميل من مدينة وندسوورث. ويُعد نهر واندل سريع الجريان رغم ضيق مجراه موقعًا متميزًا لتدوير الطواحين المائية؛ مما أًّدّى إلى سرعة انتشار الصناعة بالمنطقة خلال القرن التاسع عشر. وبالقرب من جسر باترسي للسكة الحديدية الذي اُفتتح عام 1863، حيث ارتفعت أعداد السكان المحليين وبدأ انتشار العمران في لندن خلال القرن التاسع عشر، فقد ازداد ضغط الأهالي والشركات المُطالبة بإقامة جسر.
وفي عام 1864، كان من المتوقّع أن يتم بناء المحطة الغربية الأخيرة لخط السكة الحديدية حديث الإنشاء الذي يربط بين هامرسميث وباركينج عند الضفة الشمالية لنهر التايمز بين تشيلسي وفولهام. وفي نفس العام، وبناءً على توقعات بزيادة الطلب لعبور النهر بعد إقامة ذلك الخط، تم تمرير قرار البرلمان بمنح شركة جسر وندسوورث الإذن ببناء الجسر وأن يتم تمويله من رسوم المرور شريطة أن يكون عَرْض الجسر 40 قدم (12 متر) على الأقل وأن يقطع النهر فيما لا يزيد عن ثلاثة أعمدة ارتكاز. لذلك صمم المهندس الإنجليزيّ رولاند ميسون أورديش جسرًا يجمع بين تصميمه وتصميم المهندس الفرنسيّ وليام هنري لوفوفر؛ لكي يلتزم بمواصفات القانون للجسر، وهو تصميم مشابه لجسر ألبرت القريب منه. وقد تم ترخيص جسريّ وندسوورث وألبرت للاستخدام في نفس اليوم، وكانا آخر جسرين للعبور مقابل رسوم في لندن.

## جسر عام 1873

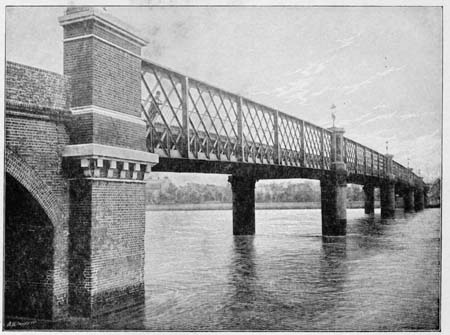
جسر وندسوورث الأول

لم تكن شركة جسر وندسوورث قادرة على تمويل بناء الجسر طبقًا لتصميم أورديش، وفي عام 1870 تم تمرير قرار جديد للبرلمان يمنح الشركة تصريحًا ببناء الجسر بعرض 30 قدم (9.1 متر) وأن يقطع النهر في خمسة أعمدة ارتكاز. ولكن أورديش رفض تغيير تصميمه للجسر عندما طلب منه أن يصمم جسرًا أقل في التكلفة وفقًا للمواصفات الجديدة، لذلك تم تعيين جوليان تولميه مصممًا جديدًا ليحل محل أورديش. وبالنظر إلى تصميم تولميه، فقد كان جسرًا جملوني ذو دعامات شبكية الشكل من الحديد المطاوع وكان تصميمه عمليًا بشكل صارخ. وقد تكلف بناء الجسر 40,000 جنيه استرليني (أي ما يُعادل 2.6 مليون جنيه استرليني في 2013) ويتكوّن من خمسة أعمدة ارتكاز متطابقة مدعومة بأربعة أزواج من الخراسانات المسلحة إسطوانية الشكل يبلغ عمق كل منهم داخل قاع النهر 14 قدم (4.3 متر). وكان من المقرر أن يتم افتتاح الجسر في أوائل عام 1873 ولكن العمال القائمين على بناء الجسر قاموا بإضراب، فكان من الضروري أن يُصدر البرلمان قرارًا آخر يعطي الشركة الوقت اللازم لتسوية الخلاف وإكمال مشروع بناء الجسر.
وافتُتح جسر وندسوورث رسميًا في احتفالية صغيرة عام 1873 في حانة سبريد إيجل شملت بوفيه للاحتفال بالمناسبة. ولكن بنية التصميم العمليّ للجسر المكونة من مواد غير متناسقة تم شراؤها لرخص سعرها كان لها مردود مُخيّب للآمال؛ فقد أشارت مجلة أخبار لندن المصورة عند افتتاح الجسر أنه «لم تُطبّق أي محاولة لوضع طابع معماري، فكان المبنى وطيد أكثر منه زخرفي». وفُرِضت رسوم عبور الجسر نصف قرش على المشاة، وستة قروش على العربات.
وفي عام 1867 ضَمّت كلّ من سكك حديد العاصمة والسكك الحديدية الغربية الكبرى الخط الرابط بين هامرسميث وباركينج الذي كان خطًا مستقلاً سابقًا، وأدارت الخط قطارات سكك حديد العاصمة منذ ذلك الوقت. وتم الإقلاع عن خطة بناء المحطة الأخيرة للخط في فولهام وتغيَّر مسار الخط ليتجه غربًا إلى هامرسميث بدلاً من فولهام ليمر بلندن وخطوط السكك الحديدية في الجنوب الغربي وصولاً إلى ريتشموند. وعلى الرغم من أن محطة مدينة وندسوورث، الواقعة بالقرب من نهاية الجسر الجنوبية، قد وفّرت الطرق المباشرة لقلب لندن منذ عام 1846، فإن عدم وجود سكك حديدية بالضفة الشمالية يعني بالضرورة أن المناطق الواقعة بناحية مدينة فولهام ستظل فقيرة وسيكون استخدام الجسر نادرًا. لم يكن تصميم تولميه للجسر متينًا بما يكفي لتحمُّل أوزان المركبات الثقيلة، كذلك حالت المشاكل بالصرف الصحيّ في الطرق الشمالية المؤدية لجسر وندسوورث دون وصول المركبات إلى الجسر.

### الملكية العامة

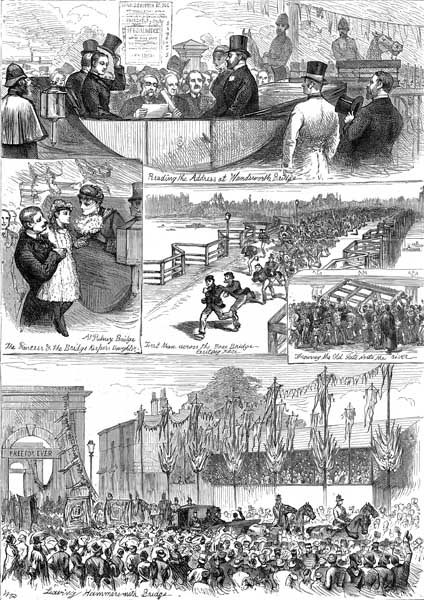
إلغاء الرسوم على الجسور عام 1880، مع إتجاه عقارب الساعة؛ الصورة تظهر إلقاء الخطاب عند إفتتاح جسر وندسوورث؛ سباق للوصول أولا إلى الجهة الأخرى لجسر بوتني؛ أمير وأميرة ويلز يغادرون جسر هامرسميث؛ ابنه حارس الجسر مع أميرة ويلز عند جسر بوتني.

لم يُحصِّل جسر وندسوورث إيرادات كافية من رسوم المرور لتغطية نفقات الإصلاح والصيانة. لذلك في عام 1877 تم التصديق على قرار البرلمان الخاص بالرسوم المفروضة على جسور العاصمة، وعند حلول عام 1880 تحوّلت ملكية جسر وندسوورث وباقي جسور لندن إلى الملكية العامة المتمثلة في مجلس أعمال العاصمة. وبالرغم من أن الجسر كان غير مُربحًا منذ أن تم بناؤه، فإن مجلس الأعمال دفع مبلغًا طائلاً قدره 53,313 جنيه استرليني (أي ما يساوي4.2 مليون £ في 2013) كقسط تأمين على كُلفة بناء الجسر التي بلغت 40,000 جنيه استرليني. وفي السادس والعشرين من يونيو عام 1880 ترأس كلّ من إدوارد أمير ويلز والكسندرا أميرة ويلز احتفالاً لإلغاء الرسوم عن الثلاثة جسور.
لم يلبث أن أصبح الجسر ملكية عامة حتى وُجِدَ في حالة مزرية. ففي عام 1891 فُرِضت الحمولة المسموح بها لعبور الجسر خمسة أطنان كحدٍ أقصى وفُرِضت السرعة القصوى للمركبات حتى 10 ميل\ساعة (16 كم\ساعة). وسرعان ما تحوّل الجسر فعليًا إلى جسر للمشاة نظرًا لضيقه والقيود المفروضة على الأوزان. وبما أنّ ضيق الجسر والقيود على الحمولة تعني بالضرورة أنه غير قادرٍ على حَمْل الحافلات، فإن الهيئة الملكية أوصت بإحلاله عام 1926 كما وافَق مجلس مقاطعة لندن على تمويل بناء الجسر الجديد في نفس الموقع. ولكن في عام 1928 أعطِيَت الأولوية إلى توسيع جسر بوتني الأكثر ازدحامًا وتم تأجيل مشروع إحلال جسر وندسوورث.

## جسر عام 1940
في عام 1935 وافقت وزارة النقل على تمويل 60 بالمائة من جُملة تكلفة إحلال الجسر التي قُدّرت بحوالي 503,000 جنيه استرليني (ما يُعادل 25.9 مليون £ في عام 2013)، كما وافق مجلس مقاطعة لندن على التصميم الجديد الذي وضعه السير بيرسون فرانك للجسر، حيث اقترح بناء جسر كابولي من الفولاذ ذو ثلاث ركائز يبلغ عرضه 60 قدم (18 متر) مما يسمح بحارتين مروريتين للاتجاهين، وكان تصميمه يسمح بأن يتّسع الجسر إلى 80 قدم (24 متر) عند الضرورة. ويتميز تصميم الجسر بوجود منحنيات منخفضة بغرض أن تُظهر ضفاف النهر المنخفضة بالمنطقة. وأصدرت اللجنة الملكية للفنون الجميلة موافقتها على التصميم عندما قدِّم إليها مع رسالة مُرفقة بموافقتها تقول فيها: «ظهرت البساطة الشديدة في تصميم الجسر وتمثلت في التقنية المتعلقة بشكل جوهري بالمواد المقترح استخدامها لبنائه». وبالرغم من أن اللجنة عبّرت عن قلقها تجاه ضيق الجسر، فإنها وافقت على التصميم. وعُرِض مشروع إحلال الجسر في مُناقصة بشرط أن تكون جميع المواد المُستخدمة في بناء الجسر الجديد بريطانية الأصل أو الصناعة.
ورسى عقد بناء الجسر الجديد على شركة السادة الأخوة هولواي (مقرها لندن) وبدأ العمل عام 1937. وأقيم جسر مؤقت للمشاة بجانب جسر وندسوورث كان يُستخدم من قبل خلال عملية إعادة بناء جسر تشيلسي في الفترة بين عاميّ 1935 و 1937، كما تم هدم جسر وندسوورث القائم حينئذ. كان من المتوقع أن يتم الانتهاء من بناء الجسر في عام 1939، إلا أن العجز في الفولاذ إعدادًا للحرب العالمية الثانية أدّى إلى تأجيل افتتاحه حتى يوم الخامس والعشرين من سبتمبر 1940. وتم طلاء اللوحات الفولاذية التي تكسو الجسر بدرجات متباينة من اللون الأزرق كتمويه لتفادي الغارات الجوية الألمانية والإيطالية، وهو لا يزال محتفظًا بتدرُّج هذا اللون حتى الآن. وبالرغم من أن جسر وندسوورث يُعد أكثر الجسور ازدحامًا، حيث تسير فيه ما يزيد عن 50,000 مركبة يوميًا، فإن درجة لونه القاتمة وتصميمه البسيط جعل الكثيرين يصفونه بأنه «ربما الجسر الأقل أهمية في لندن».

### تجديدات لاحقة

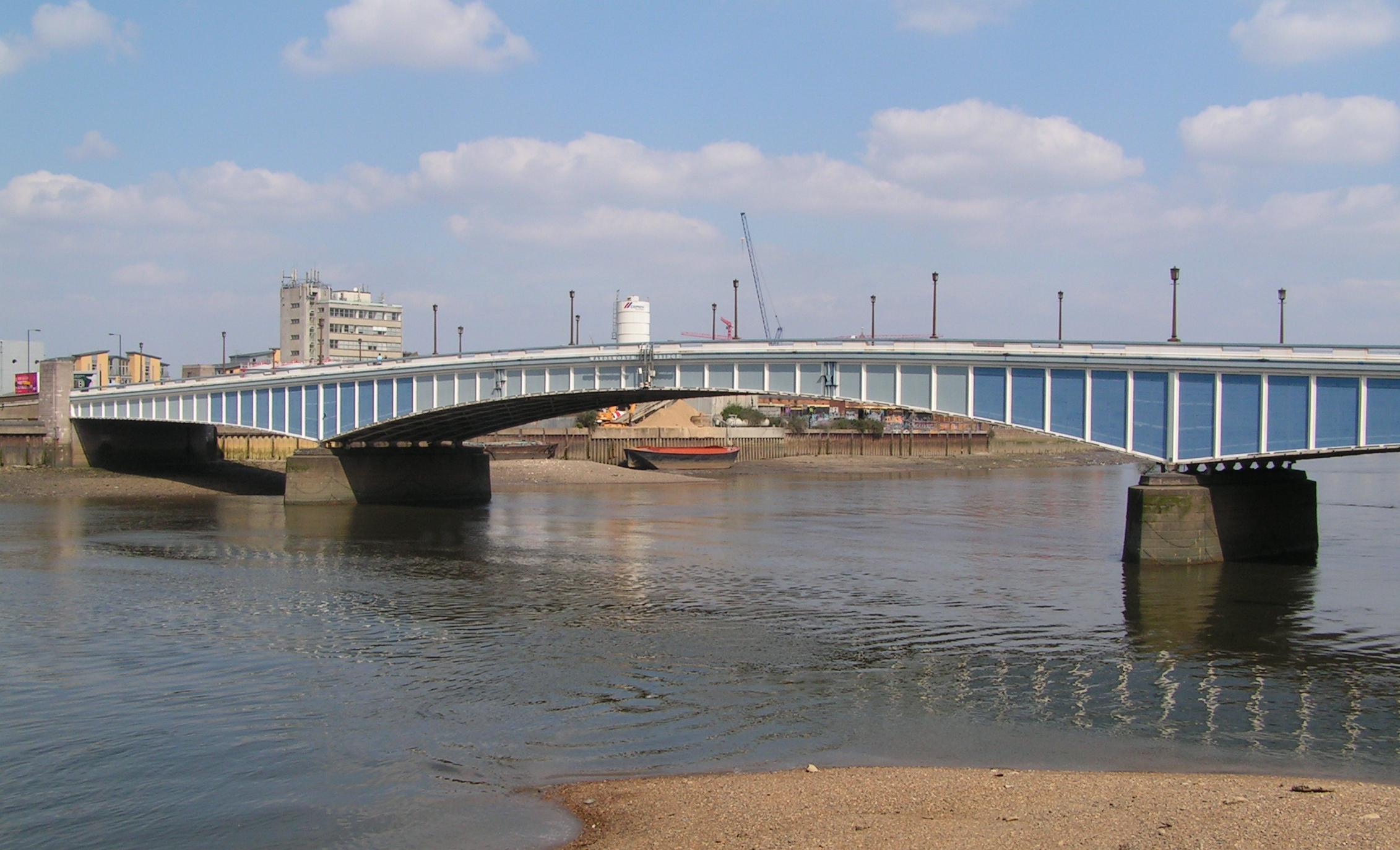
جسر وندسوورث الحالي

من الناحية التاريخية كانت الشوارع الجنوبية المؤدية للجسر في حالة سيئة ويتعذر السير فيها. لذلك في عام 1969 أنشأ مجلس لندن الكبرى الطريق A214، وهو طريق مزدوج من ثلاث حارات لكل اتجاه يربط بين النهاية الجنوبية لجسر وندسوورث وحيّ توتينج. ويقع جنوب الجسر مباشرةً ممر دائري واسع بجوار محطة مدينة وندسوورث حيث يتقابل فيه كلّ من طريق بريدجيند (A217) ويورك (5A320) وسواندون (A217) وترينيتي (A214). ويعد ذلك الممر الدائري مثال شهير لموجة الحداثة التي سادت التصميم في فترة الستينيات، كما استُخدِم ذلك المكان كموقع لتصوير بعض المشاهد من فيلم A Clockwork Orange في عام 1971. وفي عام 2007 تمت الموافقة على وضع سلسلة من «المشاعل» الزجاجية مخروطة الشكل بامتداد 40 قدم (12 متر) على الجسر صممها المهندس المعماري ستيفن لينسزنر وسيتغيّر لونها بفعل حركة المد والجزر. وستوضع هذه المشاعل على ارتفاع أعلى من مستوى نظر السائقين لكي لا تشتت انتباههم.
كما يمتد نفق للمشاة أسفل الجهة الجنوبية لنهر التايمز ويربط بين مُجمَّع باترسي السكني وممر نهر التايمزغربًا.
والآن يعتبر موقع جسر وندسوورث الحالي هو نقطة البداية لفرض السرعة القصوى على السفن في نهر التايمز، حيث بلغت 12 عقدة في اتجاه مجرى النهر من مدينة وندسوورث إلى مدينة مارجريت نيس وذلك لكثرة أعداد القوارب في روافد النهر العليا، كما تخضع جميع السفن أعلى نهر التايمز إلى حد صارم للسرعة وهو 8 عقدة (15 كم\ساعة).